# Xenoglossophobie
Xenoglossophobie, mitunter auch Fremdsprachenangst bezeichnet, ist ein Gefühl von Stress, Nervosität, emotionalen Reaktionen und Sorgen im Zusammenhang mit dem Erlernen einer Zweit-/Fremdsprache. Sie kann Gefühle wie Unbehagen, Sorge, Nervosität und Befürchtungen auslösen, die beim Erlernen oder der Verwendung einer zweiten oder fremden Sprache auftreten. Diese Gefühle können in jedem zweitsprachlichen Kontext auftreten, unabhängig davon, ob sie mit den produktiven Fähigkeiten des Sprechens und Schreibens oder den rezeptiven Fähigkeiten des Lesens und Hörens verbunden sind.
Die Forschung hat gezeigt, dass die Angst vor der Verwendung von Fremdsprachen ein bedeutendes Problem in Sprachunterrichtsräumen auf der ganzen Welt darstellt, insbesondere im Hinblick auf die enge Beziehung zur Fähigkeit, in einer Fremd- oder Zweitsprache zu sprechen.
Xenoglossophobie ist eine Form dessen, was Psychologen als spezifische Angstreaktion bezeichnen. Manche Menschen sind anfälliger für Ängste als andere und können in einer Vielzahl von Situationen ängstlich sein. Xenoglossophobie ist jedoch situationsspezifisch und kann daher auch Personen betreffen, die in anderen Situationen nicht typischerweise ängstlich sind.
Die Hauptursachen für die Angst vor der Verwendung von Fremdsprachen sind Kommunikationsangst, Prüfungsangst und die Angst vor einer negativen Bewertung. Es gibt auch eine psychologische Komponente bei der Angst vor der Verwendung von Fremdsprachen.
Xenoglossophobie wirkt sich in vielfältiger Weise nachteilig auf die Leistung in der Fremdsprache aus, aber sowohl der Schüler als auch der Lehrer können Strategien anwenden, um die Angst zu minimieren.

## Ursachen
Obwohl alle Aspekte der Anwendung und das Erlernen einer Fremdsprache Ängste auslösen können, werden sowohl das Hören als auch das Sprechen regelmäßig als die angstauslösendsten fremdsprachlichen Aktivitäten genannt. Die Angst vor der Verwendung von Fremdsprachen wird in der Regel im Sprachunterricht untersucht und beobachtet, da viele Schüler dort mit dem Erlernen einer neuen Sprache beginnen und Angst haben, sich zu blamieren.
Allgemeine Angsttheorien können helfen, die Ursachen der Fremdsprachenangst zu erklären. Die folgenden Angsttheorien spielen bei der Beschreibung von Fremdsprachenangst eine Rolle:
- Selbstwirksamkeit und Einschätzung: Eine Angstreaktion hängt zunächst von der Einschätzung des Einzelnen ab, wie bedrohlich eine Situation ist. Im Falle einer als bedrohlich empfundenen Situation hängt das Ausmaß der Angst dann davon ab, wie die Person ihre Selbstwirksamkeit einschätzt, d. h. ihr Vertrauen in ihre Fähigkeit, die Situation wirksam zu kontrollieren. Potenzielle negative Ereignisse, von denen der Einzelne glaubt, dass er nicht in der Lage ist, sie zu bewältigen, führen häufig zu Angstzuständen. In Bezug auf das Erlernen von Fremdsprachen werden fremdsprachliche Situationen als bedrohlich empfunden, was zu einer Verringerung der Selbstwirksamkeit und damit zu Angst vor Fremdsprachen führt.[7]
- Zustands-, Eigenschafts- und situationsbedingte Angst: Ängste lassen sich in Eigenschaftsangst, Zustandsangst und die neuere Unterscheidung der situationsspezifischen Angst einteilen. Personen, die an einer Verhaltensangst leiden, haben chronische, anhaltende Angst in allen Situationen, während Personen mit Zustandsangst nur in bestimmten Situationen ängstlich sind. Wird diese Theorie auf das Erlernen einer Sprache angewandt, so ergibt sich daraus die zusätzliche Unterscheidung der situationsspezifischen Angst, die auf der Zustandsangst aufbaut und eine bestimmte Situation beschreibt, die nur dann Angst auslöst, wenn bestimmte Bedingungen (z. B. eine Fremdsprache) im Spiel sind.[7]

Ein Beispiel für das Auftreten von Angst vor der Verwendung einer Fremdsprache ist das Klassenzimmer. Die Ursachen für Xenoglossophobie lassen sich grob in drei Hauptkomponenten unterteilen: Kommunikationsangst, Prüfungsangst und Angst vor einer negativen Bewertung. Kommunikationsangst ist die Angst, die man beim Sprechen oder Zuhören gegenüber anderen Personen empfindet. Prüfungsangst ist eine Form der Leistungsangst, die mit der Angst verbunden ist, schlecht abzuschneiden oder ganz zu versagen. Die Angst vor einer negativen Bewertung ist die Angst des Lernenden davor, dass andere Beobachter (Ausbilder, Klassenkameraden oder andere) seine Sprachkenntnisse negativ beurteilen könnten. Diese drei Faktoren führen zu einem Anstieg des Angstniveaus einer Person und zu einem Rückgang der Selbstwirksamkeit. Darüber hinaus sind Studierende, die eine Fremdsprache außerhalb ihres Landes lernen, speziell in einem ESL-Klassenzimmer sehr anfällig für ein hohes Maß an Ängsten im Zusammenhang mit dem Sprachenlernen. Denn sie nehmen eine größere soziale Distanz zwischen sich und den Muttersprachlern der Zielsprache wahr, was dazu führen kann, dass sie einen Sprachschock erleben.
Sparks und Ganschow machen auf die Tatsache aufmerksam, dass Angst zu schlechtem Sprachenlernen führen oder es verursachen kann. Wenn Lernende nicht in der Lage sind, vor einer Sprachprüfung zu lernen, könnten sie unter Prüfungsangst leiden. Kontextangst könnte als Ergebnis betrachtet werden. Im Gegensatz dazu wird Angst zu einer Ursache für schlechtes Sprachenlernen, was dazu führt, dass der Schüler nicht in der Lage ist, die Zielsprache adäquat zu lernen.
Es kann verschiedene körperliche Ursachen für Angst geben, z. B. den Hormonspiegel, aber die eigentlichen Ursachen für übermäßige Angst beim Lernen sind Angst und ein Mangel an Selbstvertrauen.
Xenoglossophobie hat auch eine psychologische Komponente; das Erlernen einer Sprache ist eine „zutiefst beunruhigende psychologische Angelegenheit“. denn sie gefährdet das Selbstverständnis und die Perspektive des Einzelnen. Sie ergibt sich aus der Selbstwahrnehmung der eigenen Sprachkenntnisse. Die Angst vor der Verwendung einer Fremdsprache hat ihre Wurzeln in drei psychologischen Herausforderungen:
- Schwierigkeitsgrad der Leistung
- Imageverlust
- Identitätskonflikt

Diese psychologischen Zustände haben also eine Aufgaben- und eine Identitätsdimension. Die Menschen neigen dazu, so zu handeln oder zu sprechen, wie es für andere Menschen aus der fremden Kultur als angemessen angesehen wird, aber das Verhalten, das der Einzelne an den Tag legt, hat mit tief verwurzelten Werten und Verhaltensweisen zu tun. Emotionen bei psychologischen Herausforderungen haben etwas mit dem Versuch zu tun, in einer interaktiven Begegnung die Codes zu wechseln.
Eine Zusammenfassung möglicher Ursachen für Xenoglossophobie im Fremdsprachenunterricht bietet eine adaptierte und erweiterte Fassung nach der Einteilung von Turula. Darin werden vier grundsätzliche Ursachenbereiche genannt:
- psychologische Ursachen (s. oben), z. B. Mangel an Achtsamkeit, individuelle Erwartungshaltung
- methodologische Ursachen: motivationaler und pädagogischer Art, z. B. geringe Beteiligung von Lernenden, Schwierigkeit der Aufgabenstellung, Wettbewerbsgedanken
- kognitive Ursachen: metakognitiver und kognitiver Art, z. B. exzessives Testen und Bewerten, Perfektionismus
- sozial-affektive Ursachen: z. B. Vorurteile von Mitschülern und Lehrkräften[4]

## Effekte
Die Auswirkungen von Xenoglossophobie sind besonders deutlich, und Angst ist ein starker Indikator für akademische Leistungen. Angst wirkt sich nachteilig auf das Selbstvertrauen, das Selbstwertgefühl und die Beteiligung der Schüler aus.
Ängstliche Lernende leiden während spontaner Sprechaktivitäten unter nachteiligen Auswirkungen auf ihre Leistung, ihre affektiven Reaktionen und ihre allgemeine Einstellung zum Erlernen ihrer zweiten Zielsprache. Außerdem mangelt es ihnen möglicherweise an Selbstvertrauen, sie sind weniger in der Lage, Sprachfehler selbst zu korrigieren und zu erkennen, und greifen eher zu Vermeidungsstrategien wie dem Schwänzen des Unterrichts. Ängstliche Schüler vergessen auch bereits gelernten Stoff, melden sich seltener freiwillig und nehmen eher passiv an den Aktivitäten im Klassenzimmer teil als ihre weniger ängstlichen Klassenkameraden.
Die Auswirkungen der Angst vor der Verwendung einer Fremdsprache reichen auch über den Unterricht in der zweiten Sprache hinaus. Ein hohes Maß an Fremdsprachenangst kann auch mit Kommunikationsangst einhergehen, was dazu führt, dass der Einzelne leiser und weniger kommunikationsfreudig ist. Menschen, die diese Art von kommunikativer Zurückhaltung an den Tag legen, werden manchmal auch als weniger vertrauenswürdig, weniger kompetent, weniger sozial und physisch attraktiv, angespannter, weniger gelassen und weniger dominant wahrgenommen als ihre weniger zurückhaltenden Kollegen.

### Interkulturelles Code-Switching
Die Auswirkungen dieser negativen Emotionen können auch zu kulturübergreifendem Code-Switching führen, bei dem zweisprachige Menschen durch ihre Interaktionen mit anderen Zweisprachigen eine Sprache in ihre andere Sprache ändern. Im Gegensatz zum sprachlichen Code-Switching ist das kulturübergreifende Code-Switching ein sozio-linguistisches Phänomen, bei dem kulturell geprägte Verhaltensweisen in einer fremden Situation geändert werden. Obwohl interkulturelles Code-Switching sowohl aus positiven als auch aus negativen Emotionen resultieren kann, sind negative Emotionen häufiger anzutreffen und beeinflussen die Art und Weise, wie eine zweisprachige Person spricht, mit größerer Wahrscheinlichkeit. Zu den negativen Emotionen gehören Peinlichkeit, Leistungsangst, Schuldgefühle, Kummer und Angst im Allgemeinen. "Molinsky identifiziert drei psychologische Zustände, die unter dem Einfluss von Emotionen beim Code-Switching bewertet werden. Diese sind: "erlebte Leistungsschwierigkeiten, Bedrohung und Identitätskonflikt – die alle die Beziehung zwischen persönlichen und kontextuellen Variablen und den negativen und positiven Emotionen, die eine Person beim Code-Switching erlebt, vermitteln".
Es gibt drei Arten von interkulturellem Code-Switching:
- situatives Code-Switching
- gesprächsbedingtes Code-Switching
- Entlehnung

Dieses Code-Switching könnte als unbewusstes Verhalten betrachtet werden, da es sich um negative und meist bedrohliche Situationen handelt. In diesem Sinne ist Code-Switching zwar das Ergebnis von Fremdsprachenangst, wird aber häufiger durch äußere Umstände als durch innere mentale Veränderungen verursacht.

## Untersuchungsmöglichkeiten
Es wurde eine Reihe von Instrumenten entwickelt, um das Ausmaß der Angst von Fremdsprachenlernern zu untersuchen.
Die Skala zur Angst vor dem Fremdsprachenunterricht (FLCAS) ist ein 33 Fragen umfassender Fragebogen mit einer 5-Punkte-Likert-Skala, der häufig in Forschungsstudien verwendet wird. Sie untersucht die Kommunikationsangst, die Prüfungsangst und die Angst vor negativer Bewertung der Teilnehmer und konzentriert sich auf das Sprechen im Klassenzimmer. Er wurde in mehrere Sprachen übersetzt und verwendet, darunter Spanisch und Chinesisch.
Nach dem Erfolg der Skala zur Angst vor dem Fremdsprachenunterricht wurden ähnliche Instrumente zur Messung der Angst vor dem Lesen von Fremdsprachen (FLRAS), Foreign Language Listening Anxiety (FLLAS) und Second Language Writing Apprehension (SLWAT) entwickelt.

## Reduktion and Management
Der Abbau von Ängsten in der Fremdsprache erfordert das Engagement sowohl des Schülers als auch des Lehrers, die beide in der Lage sind, Strategien zur Linderung von Ängsten anzuwenden.
Die Lernenden spielen eine aktive Rolle bei der Erkennung und Bewältigung ihrer Angst vor der Verwendung der Fremdsprache. Der erste Schritt, die Angst zu erkennen und anzuerkennen, ist notwendig, um ihre Bedürfnisse mit ihrer Lehrkraft zu kommunizieren und eine effektivere Strategie zum Abbau ihrer Angst zu erreichen. Die Erkenntnis, welche Arten von fremdsprachlichen Aktivitäten Angst auslösen und welcher persönliche Sprachstil vorliegt, ist ebenfalls ein erster Schritt, um die Angst zu kontrollieren. Von dort aus kann der Schüler Hilfe und Unterstützung in Anspruch nehmen. Zu den empfohlenen persönlichen Strategien zur Verringerung der Angst vor Fremdsprachen gehören die Teilnahme an Sprachclubs, das Schreiben von Tagebüchern, positive Selbstgespräche und generell die Nutzung aller Gelegenheiten, die Sprache zu verwenden. Selbsthilfegruppen können ebenfalls ein nützliches Instrument sein, ebenso wie andere Formen der Zusammenarbeit unter Gleichaltrigen mit ähnlichem Erfahrungsstand in der Sprache.
Auch Lehrkräfte können Strategien und Lehrmethoden anwenden, die ihren Lernenden die Angst vor der Verwendung der Fremdsprachen nehmen können. Zu den unterrichtsbasierten Strategien zur Verringerung von Xenoglossophobie gehören die Förderung einer angenehmen und entspannten Atmosphäre im Klassenzimmer, in der die Lehrkraft unterstützend und freundlich ist. Die Konzentration auf positive Verstärkung und die Normalisierung von Fehlern, anstatt sich auf die negativen Fehler zu konzentrieren, kann dazu beitragen, ein ideales Klassenklima zu schaffen. So können Lehrkräfte beispielsweise einen „Modeling-Ansatz“ verfolgen, bei dem sie Fehler nicht explizit vor der gesamten Klasse korrigieren, sondern dem Schüler die Äußerung wiederholen, wobei sie die Fehler korrigieren. Zu den spezifischen Strategien, die Lehrkräfte im Unterricht einsetzen können, gehören Sprachspiele, Grammatikunterricht in der Muttersprache statt in der Zielsprache, die Leitung von Gruppenaktivitäten und die Förderung von Diskussionen über Ängste. Auf diese Weise können die Lernenden ihre eigenen Ängste dokumentieren und erkennen und verstehen, dass es anderen Lernenden genauso gehen kann. Auch das Angebot zusätzlicher Hilfe außerhalb des Unterrichts kann hilfreich sein.
Als Übersicht bieten Böttger & Költzsch ein didaktisches Handlungsmuster für Lehrkräfte und Lernende an, welches sechs Bereiche beschreibt, mit Hilfe derer Xenoglossophobie verringert werden kann. Hierzu zählt beispielsweise eine ausreichende Menge an Zeit, in der man der Fremdsprache ausgesetzt ist und sie auch selbst anwendet, experimentelle Aufgabenformate (z. B. Gamification), in denen Fehler und Risikobereitschaft zum Tragen kommen, oder positive Lehr- und Lernkontexte.
Eine Studie empfiehlt das Unterrichten von Liedern im Klassenzimmer als eine spezifische methodische Strategie, die die akademischen Leistungen verbessern kann, was wiederum die Ängstlichkeit der Schüler verringert, da sie sich in der Sprache wohler fühlen und sie besser beherrschen. Die Studie ergab, dass dieses Instrument vor allem für Schüler mit großen Ängsten von Vorteil ist.

## Fragestellungen und Forschungsbereich
In den 1990er Jahren bestand die Herausforderung darin, grammatikalische oder soziolinguistische Einschränkungen des Code-Switching, die durch die Angst vor der Verwendung der Fremdsprache verursacht werden, klar zu kategorisieren und zu bestimmen, wie Bilinguale unterschiedliche Code-Mix-Muster produzieren. Zuvor konzentrierten sich die meisten Forschungen eher auf syntaktische Aspekte des Code-Switching; mit anderen Worten, psychologische Elemente wurden völlig außer Acht gelassen.
Im Rahmen einer Pilotstudie aus dem Jahr 2020 wurden 108 angehende Englischlehrkräfte zu ihren Fremdsprachenkenntnissen und ihrer Angst vor der Verwendung der Fremdsprache befragt. Die Ergebnisse deuteten darauf hin, dass selbst Probanden, die künftig jene Fremdsprache unterrichten werden und eine zugehörige Kompetenz in der Fremdsprache aufweisen, Formen von Xenoglossophobie erleben. Besonders deutlich wurde dies beispielsweise daran, dass 64 % der befragten Personen Angst davor haben in der englischsprachigen Kommunikation Fehler zu begehen und 54 % der Probanden englischsprachige Kommunikation vermeiden.